# شوانویز
شوانویز (به آلمانی: Schönwies) یک منطقهٔ مسکونی در اتریش است که در ناحیه لاندک واقع شده‌است. شوانویز ۳۱٫۳۲۹ کیلومتر مربع مساحت دارد ۷۳۷ متر بالاتر از سطح دریا واقع شده‌است.